# إثيل أوين
إثيل أوين (بالإنجليزية: Ethel Owen) هي ممثلة أمريكية، ولدت في 30 مارس 1893 في شيكاغو في الولايات المتحدة، وتوفيت في 16 فبراير 1997 في سافانا في الولايات المتحدة.

## وصلات خارجية
- إثيل أوين على موقع IMDb (الإنجليزية)
- إثيل أوين على موقع قاعدة بيانات برودواي على الإنترنت (الإنجليزية)
- إثيل أوين على موقع قاعدة بيانات الفيلم (الإنجليزية)
- إثيل أوين على موقع كينوبويسك (الروسية)